# Клеящий карандаш
Клеящий карандаш — твёрдый клей в поворотной тубе. Используется для нанесения клея открытой частью тубы, не пачкая пальцы.

## Применения
Большинство клеев-карандашей разработано для склеивания бумаги и картона. Прочность склейки обычно ниже, чем при использовании жидких клеев. Клей-карандаш используется как замена канцелярскому клею. Клей клеящего карандаша не токсичен, не содержит кислот, растворителей, иногда может содержать краситель для контроля качества нанесения.

## Торговые марки
В 1969 году немецкой компанией Henkel клеящий карандаш был изобретён  под влиянием конструкций поворотного чехла помады. Продукт был выпущен под торговой маркой «Pritt Stick», и к 1971 продавался в 38 странах, а к 2001 в 121 стране. Первый клеящий карандаш для материалов, отличных от бумаги (дерево, стекло, некоторые виды пластика) был выпущен под торговой маркой «PowerPritt» в 2003. 
Клеящие карандаши выпускаются множеством производителей под огромным числом торговых марок, таких как Scotch, UHU, Axent и т.д. Конструкция корпуса с поворотным механизмом, как у губной помады, используется практически всеми производителями.

## Размеры
Клеящие карандаши выпускаются в тубах разного размера, наиболее распространённая фасовка в 8 г, 25 г, 36 г и 40 г.

## Состав
Состав клея является коммерческой тайной и может варьироваться. Один из вариантов состава приведён в таблице:
| Название                              | % содержания | Примечание                                                                |
| ------------------------------------- | ------------ | ------------------------------------------------------------------------- |
| Вода                                  | 40%          | Испаряясь, позволяет клею высохнуть и схватиться.                         |
| Акриловый полимер                     | 40%          | Сама клеящая субстанция, полимеризующаяся при высыхании.                  |
| Стеарат натрия                        | 10%          | Мыло, стабилизирует эмульсию акрила, облегчает трение при нанесении клея. |
| Полиэтиленгликоль                     | 3%           | Позволяет высохшему клею удержать часть влаги и сохранить гибкость.       |
| Полиоксиэтиленмонооктилфениловый эфир | 2%           | Эмульгатор.                                                               |
| Полимер N-винилпирролидона            | 2%           | Полимеризуется при высыхании клея.                                        |
| Аминометилпропанол                    | 2%           | Буфер, нейтрализует кислоту.                                              |
| Гидроксид натрия                      | 0.3%         | Щелочь, поддерживает pH выше 10.                                          |

Декларируемый состав Pritt Stick следующий:
| Name                           | EC number | CAS number                                                    | % содержимого | Risk Statements        |
| ------------------------------ | --------- | ------------------------------------------------------------- | ------------- | ---------------------- |
| Капролактам                    | 203-313-2 | 105-60-2 Архивная копия от 10 июня 2019 на Wayback Machine    | 1 - 5%        | Xn;R20/22 Xi;R36/37/38 |
| Перекись водорода раствор ...% | 231-765-0 | 7722-84-1 Архивная копия от 15 апреля 2018 на Wayback Machine | < 1%          | O;R8 C;R34             |
| Гидроксид натрия               | 215-185-5 | 1310-73-2 Архивная копия от 22 мая 2019 на Wayback Machine    | < 1%          | C;R35                  |

Некоторые производители используют  Повидон как клеящую субстанцию при производстве клея для клеящих карандашей.